# Slammiversary VIII
Slammiversary VIII  fue la sexta edición de Slammiversary, un evento pago por visión de lucha libre profesional producido por la empresa Total Nonstop Action Wrestling (TNA). Tuvo lugar el 13 de junio de 2010 desde el Impact! Zone en Orlando, Florida. El tema oficial del evento fue "Fractured" de Taproot.

## Resultados
- Kurt Angle derrotó a Kazarian (14:23)
  - Angle forzó a Kazarian a rendirse con un "Ankle Lock"
- Douglas Williams derrotó a Brian Kendrick reteniendo el Campeonato de la División X de la TNA (09:36)
  - Williams cubrió a Kendrick después de un "Revolution DDT"
- Madison Rayne derrotó a Roxxi en un Title vs. Carrer reteniendo el Campeonato Femenino de la TNA (04:26)
  - Rayne cubrió a Roxxi después de un "Inverted Overdrive"
  - Como consecuencia, Roxxi se retiró de la TNA
  - Originalmente, era una lucha titular, pero Roxxi apostó su carrera antes de empezar el combate
- Jesse Neal derrotó a Brother Ray (05:57)
  - Neal cubrió a Ray después de una "Spear" tras una distracción de Tommy Dreamer
- Matt Morgan derrotó a Hernandez por descalificación (05:02)
  - Hernandez fue descalificado después de golpear al árbitro.
- Abyss derrotó a Desmond Wolfe (con Chelsea) en un Monster's Ball match(11:51)
  - Abyss cubrió a Wolfe después de golpearle con unos nudillos de bronce y un "Black Hole Slam"
- Jay Lethal derrotó a AJ Styles (con Ric Flair) (17:18)
  - Lethal cubrió a Styles después de revertir un "Crossbody" en un "Nothern Light Suplex"
- The Enigmatic Assholes (Mr. Anderson & Jeff Hardy) derrotaron a Beer Money Inc. (James Storm & Robert Roode) (14:05)
  - Anderson cubrió a Roode después de un "Mic Check"
- Rob Van Dam derrotó a Sting reteniendo el Campeonato Mundial Peso Pesado de la TNA (11:04)
  - RVD cubrió a Sting después de un "Five-Star Frog Splash"
  - Durante la lucha, Jeff Jarrett intervino en contra de Sting.